# Вторжение в Дженин (июль 2023)
Вторжение в Дженин, или «Операция „Дом и сад“» (ивр. מבצע בית וגן‎), — военная операция Армии обороны Израиля и Службы общей безопасности Израиля, проводившаяся с 3 по 5 июля 2023 года в лагере беженцев «Дженин» и в городе Дженин.
Операция проводилась в ответ на волну террористических актов, совершённых из Дженина с начала 2023 года.
Операция была сосредоточена на инфраструктуре Палестинского исламского джихада и других террористических организаций и включала воздушные и наземные силы.

## Предыстория

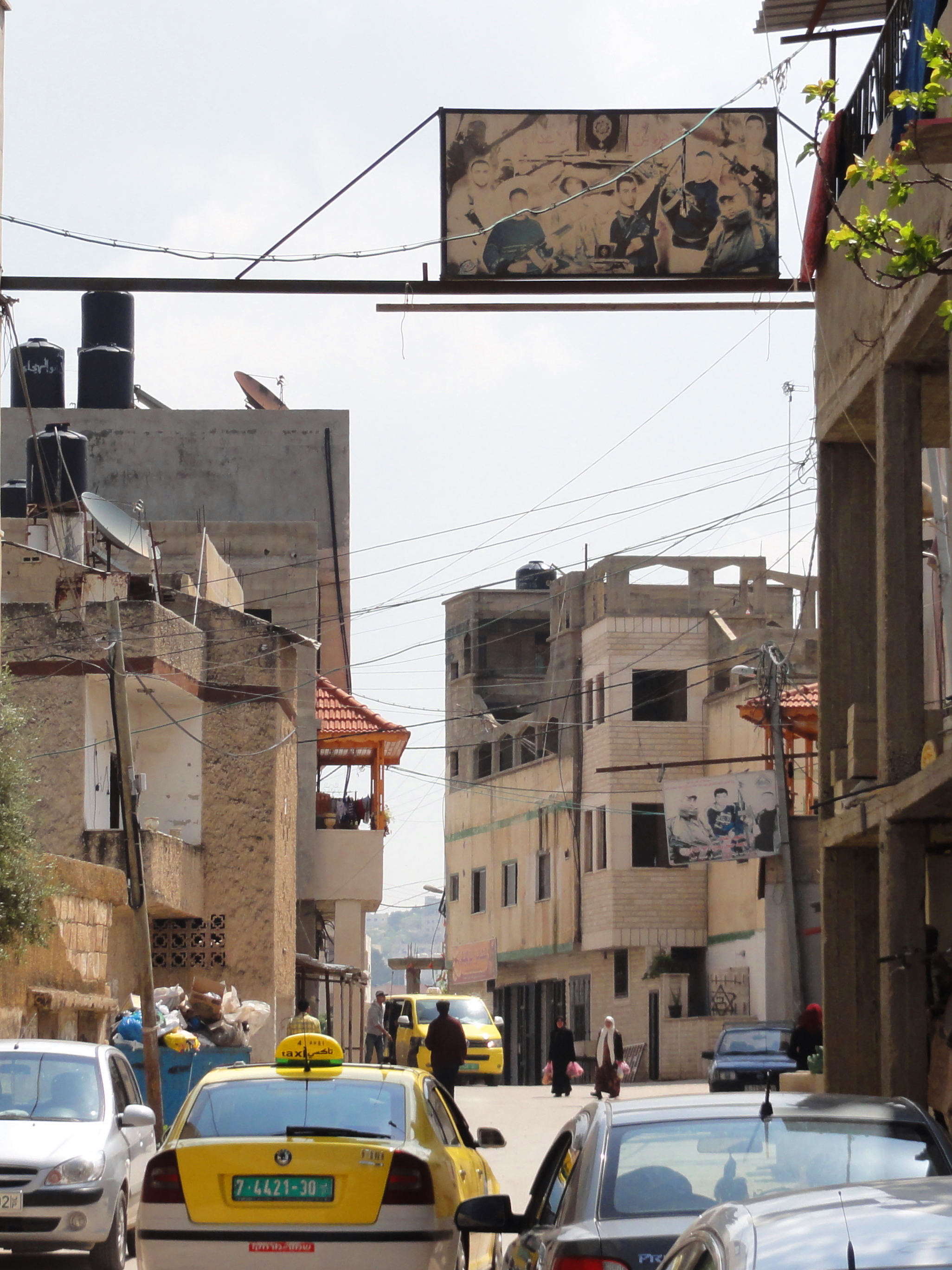
Вид на лагерь беженцев Дженин в 2011 году

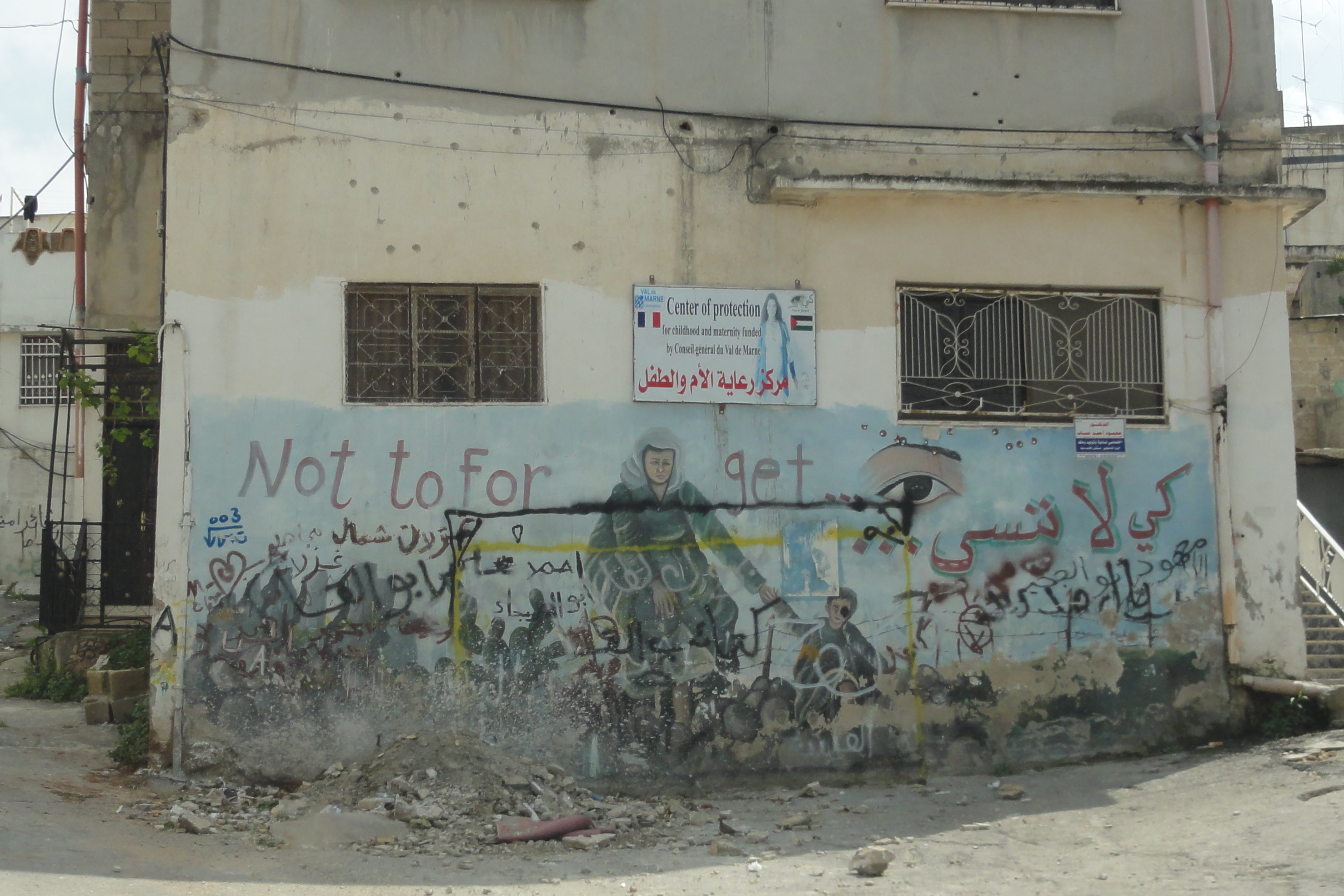
Граффити в лагере Дженин в 2011 году с надписью «Не забыть»

С начала 2023 года в Израиле палестинскими террористами и связанными с ними израильскими арабами была совершено более 50 терактов, вследствие которых согласно ЦАХАЛ «19 террористов бежали в лагерь беженцев Дженин».
В 2023 году лагерь беженцев Дженин неоднократно становился местом проведения антитеррористических операций Армии обороны Израиля, так как считался убежищем для террористов, ответственных за нападения на территории Израиля.

## Ход операции

### 3 июля

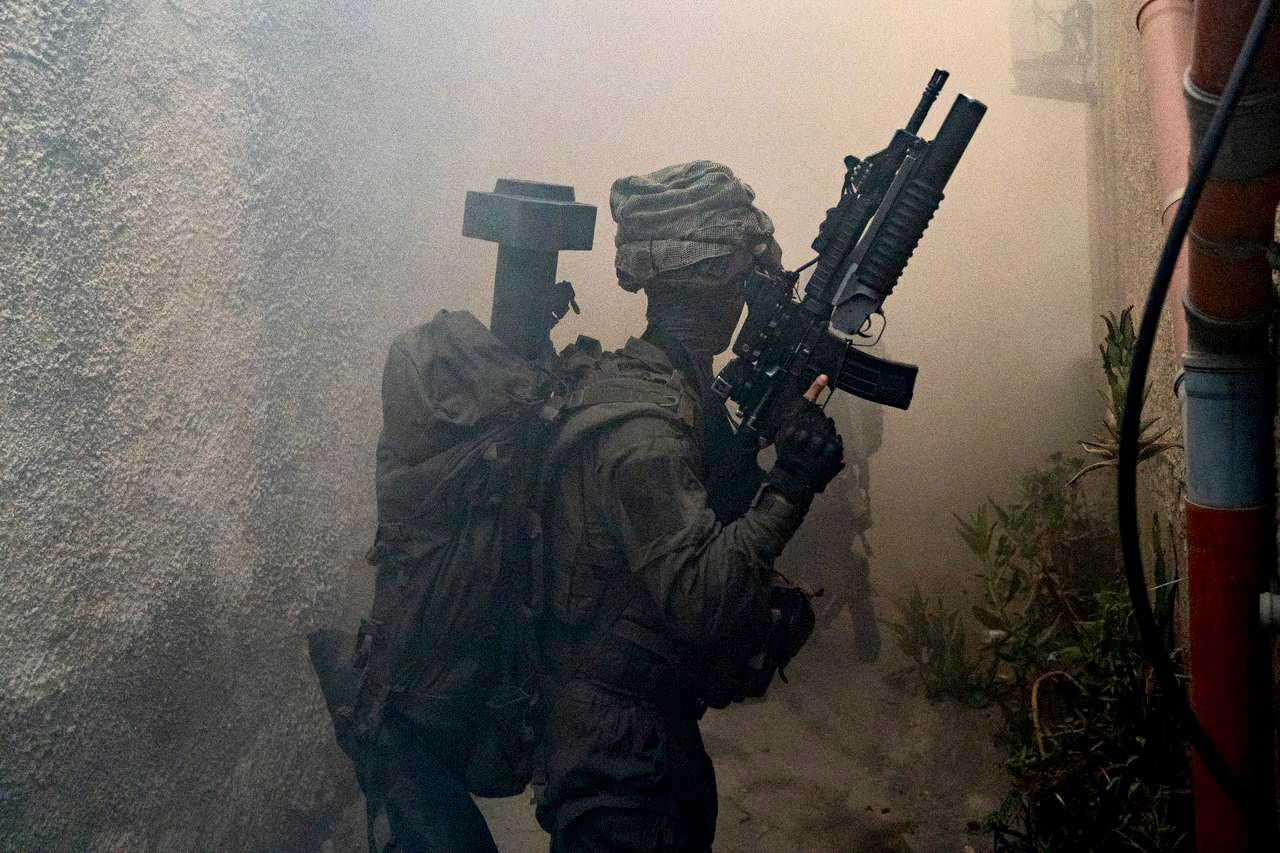
Израильский солдат во время операции

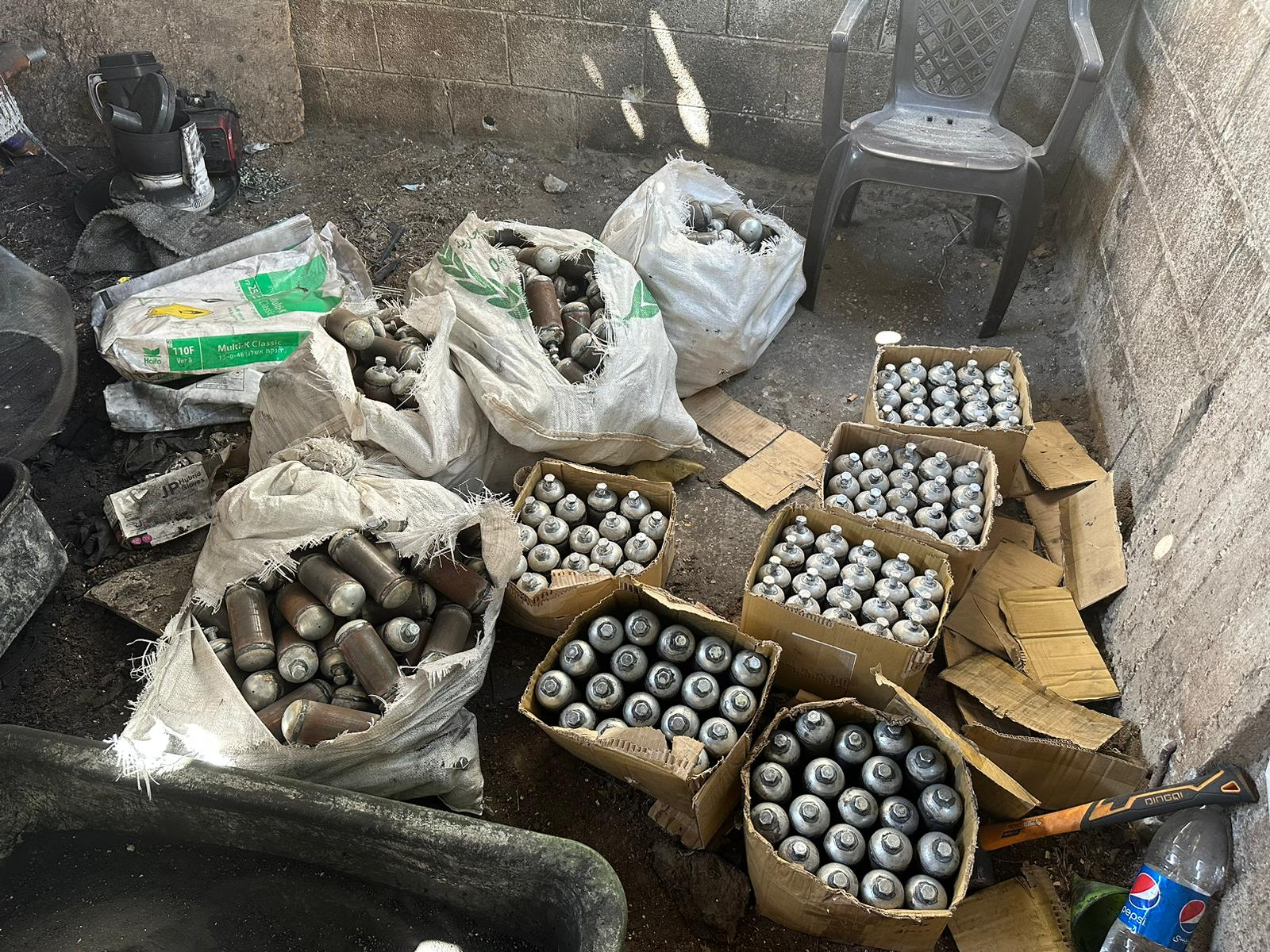
Тайник с оружием, найденный в Дженине, сообщает ЦАХАЛ.

Операция началась 3 июля в 1:15 ночи. Армия обороны Израиля атаковала с воздуха здание, служившее объединённым штабом террористических группировок в Дженине. Кроме того, беспилотные летательные аппараты и боевые вертолёты атаковали 9 целей и отряды террористов. В то же время АОИ и Служба общей безопасности вошли с пехотой и сапёрными силами и атаковали несколько целей Палестинского исламского джихада в Дженине. Несколько террористов были убиты и ранены в результате воздушных и наземных атак. Бронированные бульдозеры Д9 двигались впереди вооружённых сил и пропахивали дороги с целью обезвреживания взрывных устройств, заложенных террористами. Войска разместили снайперов в домах, и они нейтрализовали вооружённых террористов, которые угрожали израильской пехоте.
На фоне столкновений из лагеря бежали 3000 человек.
Во второй половине дня солдаты отряда «Маглан» обнаружили в лагере беженцев Дженин лабораторию с сотнями готовых к применению взрывчатых веществ, 30-килограммовыми снарядами, миномётными бомбами и стрелковым оружием. Также военнослужащие конфисковали радиоприёмники и военную технику. Кроме того, военнослужащие АОИ обнаружили лабораторию взрывчатых веществ, в которой находились десятки самодельных взрывных устройств и инструкция по изготовлению дополнительных взрывных устройств. Все они впоследствии были уничтожены.
Днём террористы забаррикадировались в мечети Аль-Насер и оттуда стреляли по солдатам. Армия обороны Израиля активировала «процедуру скороварки» (процедура борьбы с террористами в укрытии), и бои вокруг мечети продолжались несколько часов. Во второй половине дня силы АОИ взяли под контроль большую часть здания и обнаружили в подвале мечети входы в подземные туннели и большие склады боеприпасов. Яхалом, Эгоз и Окец обыскали мечеть и обезопасили подземные боевые помещения и найденное внутри оружие
Вечером силы безопасности уничтожили ряд командиров террористических организаций, которые использовали видеокамеры для наблюдения и руководства боевыми действиями в Дженине. Ночью многие палестинцы начали бежать из лагеря из-за боевых действий, и, по оценкам, большинство оставшихся были террористами и вооружённой молодёжью.
В первый день боя было убито 9 палестинцев, все убитые в возрасте от 16 до 23 лет, десятки ранены, из них как минимум трое находились в тяжёлом состоянии

### 4 июля
4 июля Армия обороны Израиля продолжила выполнение операции. Утром силы АОИ обнаружили в центре лагеря беженцев в Дженине и уничтожили шахту, которая использовалась для хранения взрывчатых веществ. В полдень сапёрные подразделения обезвредили 11 взрывных устройств, заложенных террористами на дорогах лагеря беженцев. Мины были нейтрализованы с помощью экранированных противотанковых средств под руководством Службы общей безопасности. Во второй половине дня силами отрядов Дувдеван и Яхалом была обнаружена и обезврежена ещё одна лаборатория взрывчатых веществ, где находилась взрывчатка.
В перестрелке в тот день был убит ещё один террорист, в результате чего число погибших увеличилось до 11 палестинских террористов.
Вечером террористы обстреляли силы АОИ из госпиталя в лагере беженцев. В результате стрельбы погиб сержант Давид Йехуда Ицхак, боец спецподразделения «Эгоз».
Около 21:00 4 июля силы ЦАХАЛа начали покидать Дженин. В 21:52 беспилотный самолёт ЦАХАЛ атаковал отряд террористов, представлявший угрозу и расположившийся возле кладбища, палестинцы сообщили об одном погибшем и нескольких раненых.

## Потери
13 палестинцев погибли во время событий, среди них 4 были объявлены боевиками Исламского джихада и один — боевиком ХАМАС. Среди жертв операции Нур ад-Дин Хусам Маршуд (16 лет), Мустафа Имад Кассем (16 лет), Маджди Юнис Арарауи (17 лет), Али Хани аль-Гул (17 лет), Хусам Мохаммад Абу-Диба (18 лет), Аус Хани Ханун (19 лет), Самих Фарис Абу Алуфа (20 лет), Ахмад Мохаммад Амер (21 год), Одай Ибрагим Хамайсе (22 года), Мохаммад Муханад аль-Шами (23 года).
Израильские силы потеряли убитым одного человека, сержанта Давида Йехуду Ицхака (23 года) из подразделения «Эгоз».

## Реакция

### Палестина
Набиль Абу Рудейне, представитель президента Палестины, заявил, что палестинский народ не отступит «перед лицом этой жестокой агрессии».
В секторе Газа местные политические группы, такие как правящая партия ХАМАС и НФОП, организовали марш солидарности в знак солидарности с Дженином.
Первые похороны погибших состоялись 5 июля. Когда высокопоставленные члены Палестинской национальной администрации, в том числе Махмуд Алул, союзник Махмуда Аббаса, прибыли, чтобы засвидетельствовать свое почтение, скорбящие выкрикивали их и прогоняли.

### Международная реакция
США: Соединенные Штаты Америки поддержали право Израиля на защиту. Белый дом заявил, что защищает право Израиля на безопасность и внимательно следит за ситуацией на Западном берегу. «Мы видели отчеты и внимательно следим за ситуацией», — сказал представитель Белого дома. «Мы поддерживаем безопасность Израиля и его право защищать свой народ от ХАМАСа, палестинского „Исламского джихада“ и других террористических групп».
 Великобритания: Премьер-министр Великобритании Риши Сунак призвал израильских военных проявлять сдержанность. «Хотя мы поддерживаем право Израиля на самооборону, приоритетом должна быть защита гражданских лиц», — сказал представитель. «В любой военной операции мы призываем Армию обороны Израиля проявлять сдержанность в своих операциях, а все стороны — избегать дальнейшей эскалации на Западном берегу и в Газе».
 ООН: Линн Хастингс, координатор ООН по гуманитарным вопросам на палестинских территориях, выразила в Twitter свою обеспокоенность израильской военной операцией, поскольку во время событий израильские ВВС атаковали густонаселённый лагерь беженцев.
6 июля «явно разгневанный» генеральный секретарь ООН Антониу Гутерриш осудил нападение за чрезмерное применение силы и заявил, что Израиль «как оккупирующая держава несет ответственность за то, чтобы гражданское население было защищено от всех актов насилия». Это заявление последовало за заявлением трёх независимых экспертов ООН по правам человека от 5 июля, в котором утверждалось, что действия Израиля «приравниваются к вопиющим нарушениям международного права и стандартов применения силы и могут представлять собой военное преступление». Израиль потребовал отзыва заявления, но Гутерриш отказался.
 Европейский союз: Представитель Европейского союза на палестинских территориях Свен Кюн фон Бургсдорф возглавил делегацию официальных лиц ООН и дипломатов из 25 стран в лагерь 8 июля, после чего повторил слова Гутерриша, назвав нападение нарушением международного права, и призвал к политическому урегулированию конфликта.
 Лига арабских государств: Иордания, Алжир, Египет, ОАЭ и Организация исламского сотрудничества осудили израильскую операцию.
 Хезболла: Представители организации «Хезболла» также осудили нападения, заявив, что у палестинцев есть «множество альтернатив и средств, которые заставят врага сожалеть о своих действиях».

## Последствия
4 июля в городе Тель-Авив был совершён теракт. Палестинец протаранил пешеходов автомобилем, после чего вышел и напал на них с ножом. Ранения получили 9 человек, включая беременную женщину. Нападавший был застрелен гражданским лицом. ХАМАС заявил, что это нападение было «героическим актом мести за военную операцию в Дженине».
5 июля возле горы Гризим вооружённые боевики открыли огонь по автомобилю израильской полиции, повредив автомобиль и местный магазин. Сообщается, что в результате атаки ни израильтяне, ни боевики не пострадали. Ответственность за нападение взяло на себя вооруженное крыло НФОП «Бригады Абу Али Мустафы». Днём позже двое палестинских боевиков, предположительно ответственных за стрельбу, были убиты израильскими военнослужащими в Наблусе при попытке их ареста.
6 июля солдат ЦАХАЛ был убит после того, как палестинский боевик открыл огонь по силам безопасности, которые остановились для проверки его автомобиля возле израильского поселения Кедумим. Нападавший был убит израильскими силами после того, как скрылся с места происшествия. Ответственность за нападение взяло на себя ХАМАС, который назвал его «героической операцией» в отместку за израильское вторжение в Дженин двумя днями ранее.

## Комментарии
1. ↑  Именуется так Израилем.